# Кягрі (Отепяе)
Кя́грі (ест. Kähri küla) — село в Естонії, у волості Отепяе повіту Валґамаа.

## Населення
Чисельність населення на 31 грудня 2011 року становила 32 особи.

## Географія
Через населений пункт проходить автошлях 22159 (Елва — Палупера — Кягрі).

## Історія
До 21 жовтня 2017 року село входило до складу волості Пука.